# Pörte

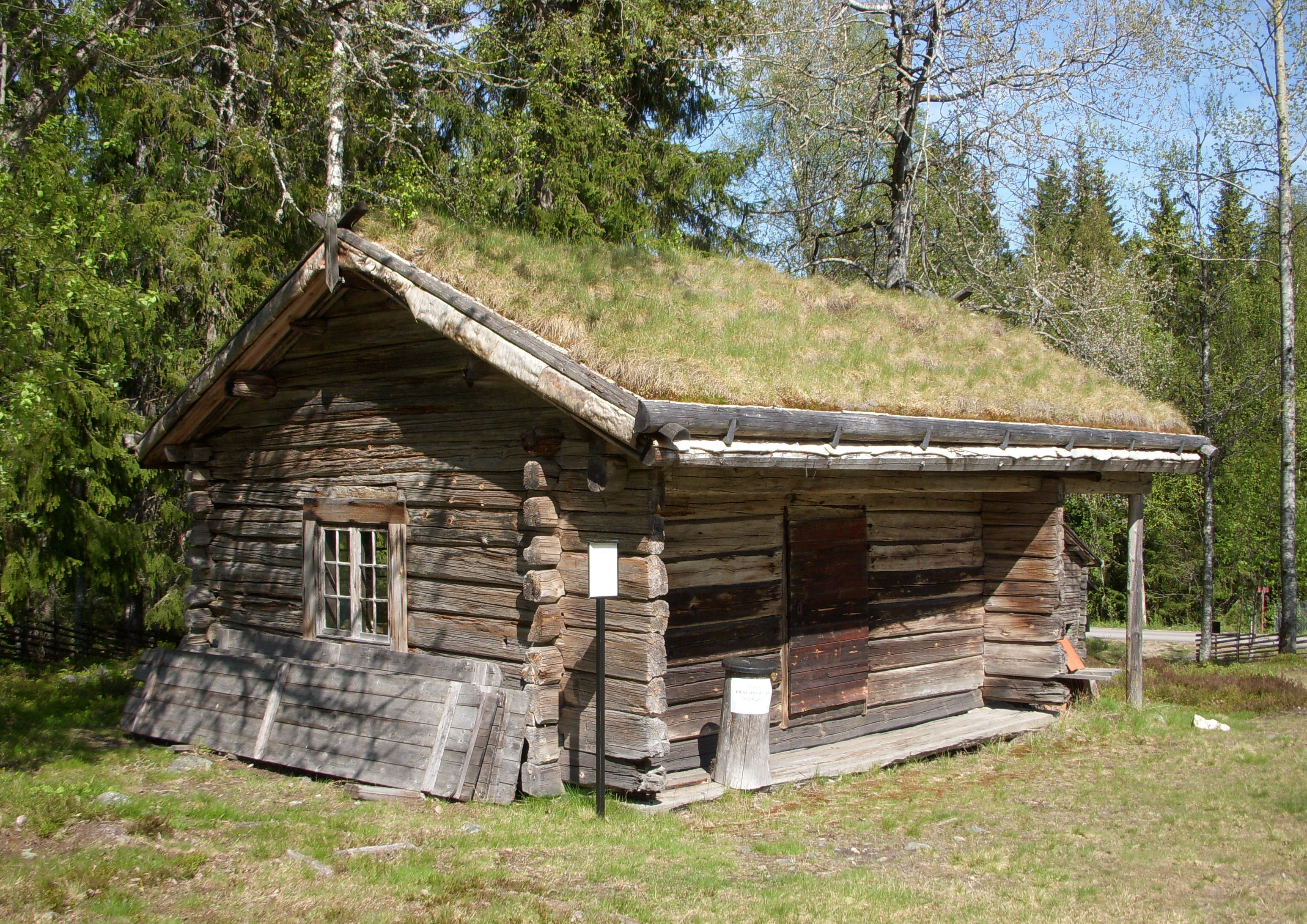
Ett pörte på Finngammelgården i Skattlösberg.

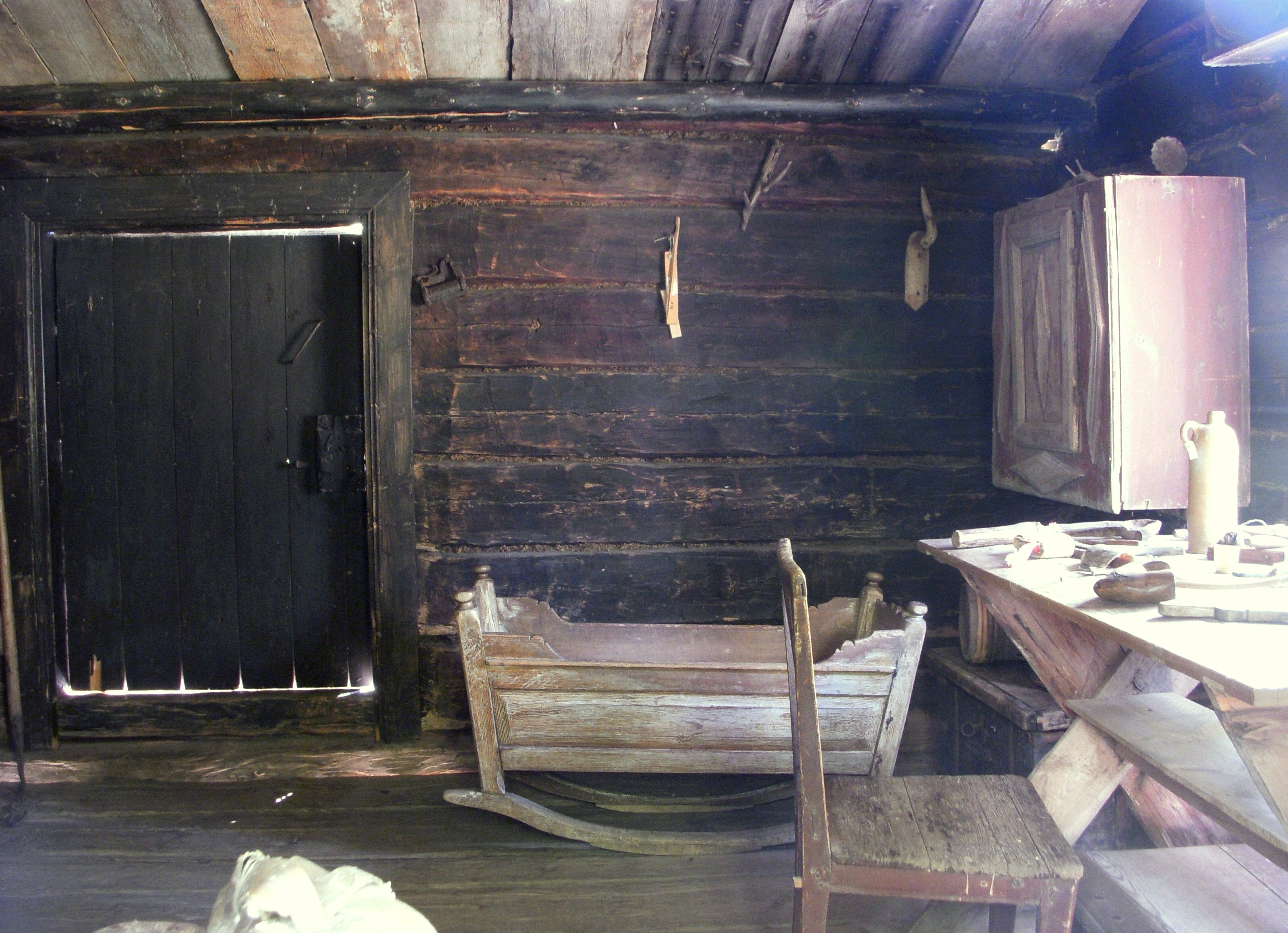
Finngammelgårdens pörte, interiör.

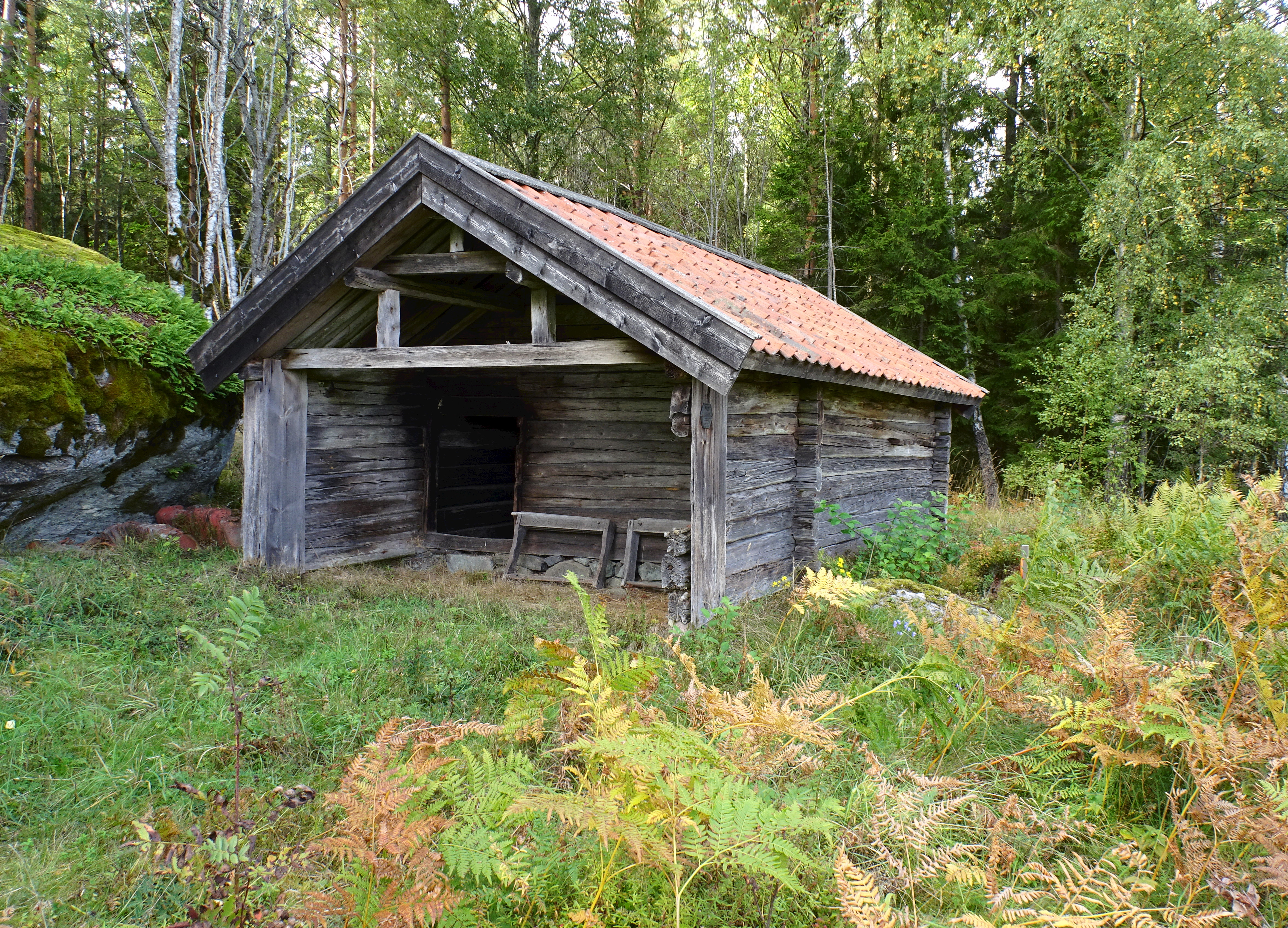
Kramphults pörte.

Med pörte (av finskans pirtti) avses oftast i dagens standardspråk en rökstuga, en bostadstyp som skogsfinnarna förde med sig till sina nya hemtrakter i de mellansvenska skogsbygderna från slutet av 1500-talet. Rökstugan är en knuttimrad stuga utan skorsten som utmärks av en murad eldstad vars rökgång mynnar inne i huset och ett isolerat innertak som i mitten är horisontellt, och bärs upp av två kraftiga, intimrade, åsar. 

## Beskrivning
När man eldar i ugnen bildas ett skikt med rök någon decimeter under innertaket. Med hjälp av ventiler vid golvet och en röklucka i taket, kan man inifrån reglera tjockleken på röklagret under eldning. Rökstugan eldas under dagen. Värmen i stenugnen och i den uppvärmda konstruktionen räcker då för att hålla stugan varm under natten. Glasade fönster användes förr inte, men har ibland satts in under senare tid. Istället användes mindre skjutluckor av trä som ljusinsläpp.
De flesta bevarade rökstugorna återfinns i norra Värmland och i angränsande delar av Norge och Dalarna. Den sista bebodda rökstugan användes till in på 1960-talet.

## Andra betydelser
I Tornedalen avser begreppet pörte själva rummet "stugan", det vill säga det stora samlingsrummet i mangårdsbyggnaden där eldstaden fanns. Mer allmänt kan det norrbottniska pörte ses som en motsvarighet till mellansvenskans bod i betydelserna ’hydda’, ’koja’, ’primitiv stuga’, ’skjul’, ’rum för förvaring’ med mera. I sammansättningar som Læstadiuspörtet och liknande avses betydelsen ’mangårdsbyggnad [med stort kök som samlingsrum]’, motsvarande pirtti i modern finska.

## Bevarade pörten i urval
- Pörte på Finngammelgården i Skattlösberg
- Kramphults pörte – en lantbruksbyggnad (byggnadsminne) i Södermanland
- Læstadiuspörtet (Karesuando) – en byggnad vid pastorsbostället i Karesuando
- Læstadiuspörtet (Pajala) – en byggnad i Pajala